# Robert B. Abrams

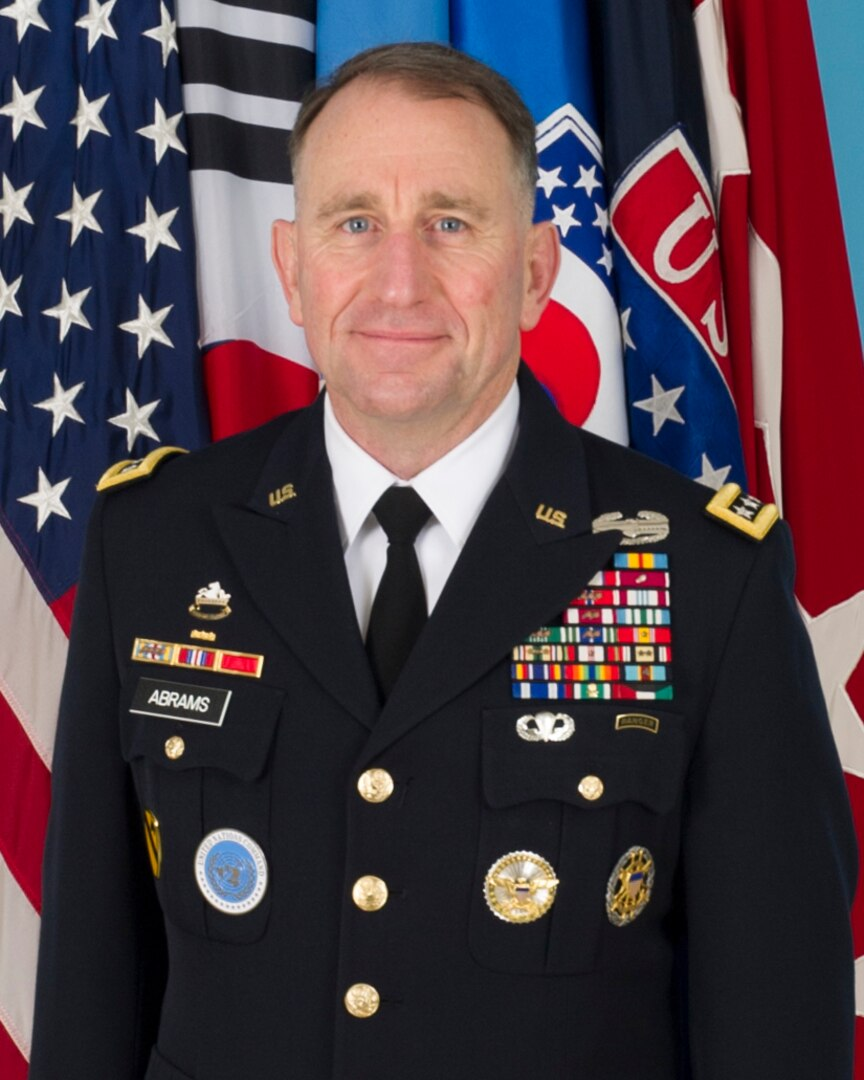
Robert Bruce Abrams (2018)

Robert Bruce Abrams (* 18. November 1960 in Deutschland) ist ein pensionierter General der United States Army. Er war unter anderem Kommandeur der 3. Infanteriedivision und der United States Forces Korea.
Robert Abrams ist ein Sohn von General Creighton W. Abrams (1914–1974) und dessen Frau Julia Bertha Abrams (1915–2003). Der Vater war von 1972 bis 1974 Chief of Staff of the Army. Roberts Bruder war John N. Abrams (1946–2018), der unter anderem das V. Korps kommandierte. Alle drei Familienmitglieder brachten es bis zum Vier-Sterne-General im US-Heer.
Robert Abrams wurde in Deutschland geboren, wo sein Vater Stabsoffizier bei der 3. Panzerdivision war. In den Jahren 1978 bis 1982 durchlief er die United States Military Academy in West Point. Nach seiner Graduation wurde er als Leutnant den Panzertruppen zugeteilt. In der Armee durchlief er anschließend alle Offiziersränge vom Leutnant bis zum Vier-Sterne-General.
Im Lauf seiner militärischen Karriere absolvierte Abrams verschiedene Kurse und Schulungen. Dazu gehörten unter anderem der Armor Officer Basic Course, der Armor Officer Advanced Course, das Command and General Staff College und das United States Army War College. Außerdem erhielt er einen akademischen Grad von der Central Michigan University.
In seinen jüngeren Jahren absolvierte er den für Offiziere in den niederen Rangstufen üblichen Dienst in verschiedenen Einheiten und Standorten. Dazu gehörten auch Aufgaben als Stabsoffizier in verschiedenen Hauptquartieren. Zwischen 1983 und 1986 war er in Deutschland stationiert, wo er Stabsoffizier in einer Kompanie des 12. Kavallerieregiments (Panzer) war, das der 3. Panzerdivision unterstand. Nach dem Armor Officer Advanced Course in Fort Knox wurde er im November 1986 zum damaligen Fort Hood dem heutigen Fort Cavazos nach Texas versetzt, wo er Stabsoffizier in einem Bataillon des 8. Kavallerieregiments war. Zwischen 1988 und 1991 kommandierte er eine Kompanie das diesem Regiment unterstand. Dabei wurde er im Zweiten Golfkrieg eingesetzt.
Zwischen Juni 1991 und Juni 1993 gehörte Abrams dem Stab und der Fakultät der Army Armor School in Fort Knox an. Daran schloss sich bis Juni 1994 sein Studium am Army Command and General Staff College in Fort Leavenworth an. Danach war er bis zum Oktober 1995 Stabsoffizier in einer Untereinheit des 3. Kavallerieregiments (Panzer) in Fort Bliss. Danach rückte er in den Regimentsstab auf, in dem er bis zum Mai 1997 verblieb.
Daran schloss sich eine Versetzung nach Washington, D.C. an, wo er zwischen Mai 1997 und März 1999 der Stabsabteilung J7 (strategische Planungen) beim Joint Chiefs of Staff angehörte. Anschließend kehrte er nach Fort Hood zurück, wo er zwischen Mai 1999 und Mai 2001 das 1. Bataillon des 8. Kavallerieregiments kommandierte. Diese Einheiten unterstanden der 1. Kavalleriedivision. Im Mai 2001 wurde er zur G3 Stabsabteilung für Operationen dieser Division, die ebenfalls in Fort Hood stationiert war, versetzt. Diese Position behielt er bis zum Juni des Jahres 2002. Daran schloss sich sein bis zum Juni 2003 andauerndes Studium am Army War College in Carlisle in Pennsylvania an.
Im Juni 2003 erhielt Robert Abrams das Kommando über die 1. Brigade der 1. Kavalleriedivision, mit der er in den Nahen Osten versetzt wurde und in der Folge am Irakkrieg teilnahm. Diese Position hatte er zwischen Juni 2003 und Juni 2005 inne. Zwischen Juli und Dezember 2005 war er Stabschef der 1. Kavalleriedivision. Daran schloss sich eine Versetzung nach Heidelberg zum Stab der United States Army Europe (USAREUR) an, dem er zwischen Dezember 2005 und August 2007 angehörte.
Nach seiner Rückkehr in die Vereinigten Staaten wurde er nach Fort Leavenworth in Kansas versetzt, wo er stellvertretender Kommandeur des Combined Arms Center for Training wurde. Diesen Posten bekleidete er zwischen Dezember 2007 und Februar 2009. Danach kommandierte er zwischen März 2009 und Februar 2011 den National Training Center und den dazugehörenden Militärstützpunkt Fort Irwin in Kalifornien.
Nachdem Abrams zwischen Februar und April 2011 Stabsoffizier bei der 3. Infanteriedivision war, wurde er im April 2011 deren neuer Kommandeur. In dieser Eigenschaft löste er Tony Cucolo ab. Abrams behielt sein Kommando bis zum August 2013. Dabei wurden Teile der Division nach Afghanistan verlegt, wo sie am dortigen Krieg teilnahmen. Nachdem er sein Kommando als Divisionskommandeur an John M. Murray übergeben hatte, wurde Robert Abrams zum Verteidigungsministerium der Vereinigten Staaten versetzt, wo er zwischen September 2013 und Juni 2015 als Senior Military Assistant dessen Stab angehörte.
Am 10. August 2015 übernahm Abrams als Nachfolger von Mark A. Milley das Kommando über den United States Army Forces Command, das er bis zum 16. Oktober 2018 behielt, als Laura J. Richardson seine kommissarische Nachfolge antrat, die bis dahin seine Stellvertreterin in dieser Position war. Abrams wurde anschließend nach Südkorea versetzt. Dort übernahm er am 8. November 2018 als Nachfolger von Vincent K. Brooks das Kommando über die kombinierten Militärorganisationen United Nations Command, United States Forces Korea und den ROK/US Combined Forces Command. Dieses Amt hatte er bis zum 2. Juli 2021 inne, als Paul J. LaCamera seine Nachfolge antrat. Am 31. August 2021 schied Robert Abrams aus dem aktiven Militärdienst aus.

## Orden und Auszeichnungen
Robert Abrams erhielt im Lauf seiner militärischen Laufbahn unter anderem folgende Auszeichnungen:
- Defense Distinguished Service Medal
- Army Distinguished Service Medal
- Legion of Merit
- Bronze Star Medal
- Defense Meritorious Service Medal
- Meritorious Service Medal
- Joint Service Commendation Medal
- Army Commendation Medal
- Army Achievement Medal
- National Defense Service Medal
- Southwest Asia Service Medal
- Afghanistan Campaign Medal
- Iraq Campaign Medal
- Global War on Terrorism Service Medal
- NATO-Medaille
- Order of National Security Merit (Südkorea)
- Kuwait Liberation Medal (Saudi-Arabien)
- Kuwait Liberation Medal (Kuwait)

## Daten der Beförderungen
| Abzeichen | Rang            | Jahr              |
| --------- | --------------- | ----------------- |
|           | Leutnant        | 26. Mai 1982      |
|           | Oberleutnant    | 26. November 1983 |
|           | Hauptmann       | 1. Januar 1986    |
|           | Major           | 2. September 1993 |
|           | Oberstleutnant  | 1. Mai 1998       |
|           | Oberst          | 1. Juni 2003      |
|           | Brigadegeneral  | 2. August 2008    |
|           | Generalmajor    | 3. Juli 2011      |
|           | Generalleutnant | 3. September 2013 |
|           | General         | 10. August 2015   |